# Головинщино (Данковский район)
Голови́нщино — село Данковского района Липецкой области, входит в состав Спешнево-Ивановского сельсовета.

## Географическое положение
Село расположено на берегу реки Вязовка в 15 км на северо-запад от центра поселения села Спешнево-Ивановское и 26 км на северо-запад от райцентра города Данков.

## История
Основано в конце XVII в. служилыми людьми Головиными, от которых произошло название. 
Нилово в качестве села с церковью «преподобного отца нашего Нила Столбенского» упоминается в окладных книгах 1676 г., где показано у той церкви: двор попов, двор дьячков, двор пономарский, двор просвирницын, а в приходе к той церкви двор помещиков, 35 дворов крестьянских, 5 дворов бобыльских. По храмозданной грамоте, данной 10 сентября 1790 г., при церкви преп. Нила Столбенского устроен был придел в честь Сошествия св. Духа, который и освящен 19 октября 1803 г. Данковским протопопом Евдокимом Григорьевым. Каменная Духовская церковь с приделами св. апостолов Петра и Павла и пр. Нила начата постройкою помещицей Елисаветою Павловной Краснопильской в 1830 г., но приделы еще не были освящены.
В XIX — начале XX века село входило в состав Одоевской волости Данковского уезда Рязанской губернии. В 1906 году в селе было 110 дворов.
С 1928 года село входило в состав Иниховского сельсовета Берёзовского района Козловского округа Центрально-Чернозёмной области, с 1954 года — в составе Липецкой области, с 1959 года — в составе Данковского района, с 2005 года — в составе Барятинского сельсовета, с 2011 года — в составе Спешнево-Ивановского сельсовета.

## Население
| 1859 | 1897 | 1906 | 2010 |
| ---- | ---- | ---- | ---- |
| 515  | ↗666 | ↗832 | ↘4   |

## Достопримечательности
В селе находится недействующая Церковь Сошествия Святого Духа (1830).